# Sekundærrute 305
Sekundærrute 305 er en rutenummereret landevej på Langeland.
Landevejen starter i Lohals og går sydover gennem bl.a. Tranekær og mødes med primærrute 9 tæt ved Rudkøbing. De følges ad på Nordre Landevej ca. 1,6 km., inden ruten atter fortsætter sydover og øst om Rudkøbing ned til Bagenkop sydligst på øen.
1. ↑  Samlet trafik på det rutenummererede vejnet i 2010